# 10107 Kenny
10107 Kenny è un asteroide della fascia principale. Scoperto nel 1992, presenta un'orbita caratterizzata da un semiasse maggiore pari a 2,3335750 UA e da un'eccentricità di 0,2673797, inclinata di 22,62360° rispetto all'eclittica.